# Бульвар Александра Грина (Рига)

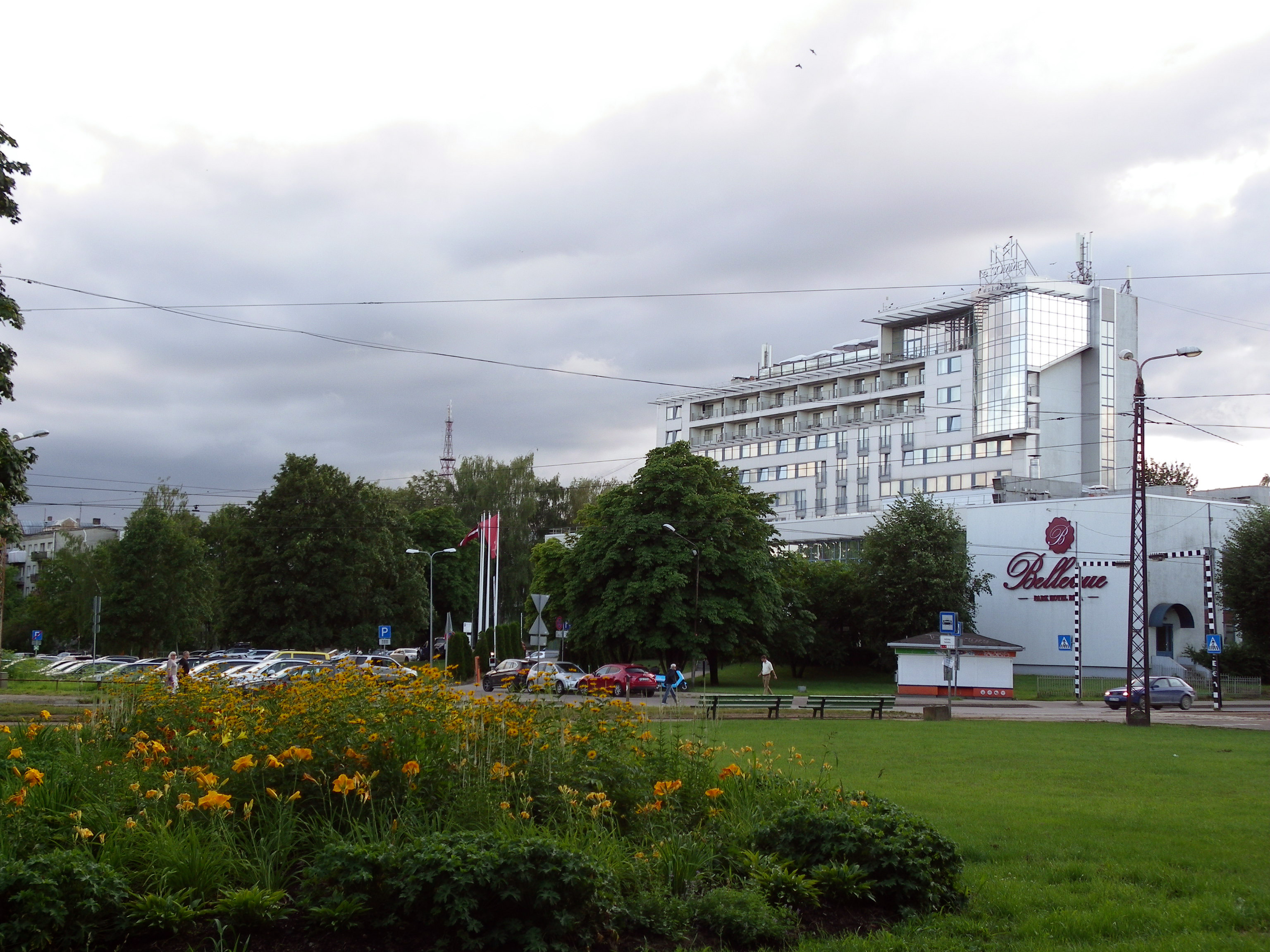
Вид на перекрёсток с ул. Слокас

Бульвар Александра Грина (латыш. Aleksandra Grīna bulvāris) — улица в Курземском районе (от начала до ул. Слокас) и Земгальском предместье города Риги, в историческом районе Агенскалнс. Пролегает в юго-западном направлении от перекрёстка Ранькя дамбис и улицы Даугавгривас до улицы Бариню.
Общая длина бульвара составляет 820 метров. Его начало (до ул. Слокас и площадка перед гостиницей «Bellevue») асфальтировано; дальняя часть (440 м) не имеет покрытия и фактически не используется для движения автотранспорта. По асфальтированной части движение двустороннее. От улицы Слокас до улицы Бариню по бульвару проходит линия трамвайного маршрута № 8, есть одноимённые остановки трамвая и автобуса.

## История
Бульвар Александра Грина проложен в 1965 году по ранее не застроенной низменной местности вдоль западной границы парка Победы. Первоначально носил имя советского офицера латышского происхождения Яниса Райнберга (бульвар Райнберга, с 1987 — бульвар Яниса Райнберга). Современное название в честь латышского писателя Александра Грина присвоено к 100-летию со дня его рождения, в 1995 году. Других переименований не было.
Застроен (только нечётная сторона) в 1960-1970-х годах типовыми, преимущественно пятиэтажными жилыми домами. Наиболее привлекательное здание — гостиница Bellevue Park Hotel (1974, прежнее название «Турист») на углу бульвара и улицы Слокас.

## Прилегающие улицы
Бульвар Александра Грина пересекается со следующими улицами:
- Ранькя дамбис
- улица Даугавгривас
- улица Слокас
- улица Бариню